# Hits for Kids
Hits for Kids is het officiële debuutalbum van de Nederlandse zanger en multi-instrumentalist Jett Rebel en tevens zijn tweede studioalbum. Het album Hits for Kids was gepland voor release op 31 oktober 2014, maar Rebel besloot het de dag ervoor te releasen op verschillende streamingdiensten, 30 oktober 2014. Er is van het album een single uitgekomen: Pineapple Morning op 30 oktober 2014. Op deze dag kwam ook de videoclip uit.

## Videoclips /Lyrics
Op 31 oktober 2014 kwamen er 14 lyric-video's uit van alle liedjes van het album.
Er zijn naast de single Pineapple Morning, twee officiële videoclips uitgekomen van het album, Baby op 28 november 2014 en Sunshine op 25 februari 2015. De video van Baby is afkomstig uit de documentaire Who The Fuck Is Jett Rebel? van Linda Hakeboom.

## Studio-album/achtergrond
Rebel schakelde hulp in van Tony Platt bij het maken van essentiële keuzes voor de plaat. De gerenommeerde producer-mixer Tony Platt heeft de nodige adviezen gegeven en deed de mix in zijn Platinum Tones studio in Londen. Hits for Kids werd opgenomen in Soesterberg in het voormalige tuinhuis en tevens thuisstudio van Rebel. Alle instrumenten speelde Rebel zelf in. Hits for Kids is de laatste plaat die Rebel heeft opgenomen met een computer. Nadat Rebel alles in zijn eentje heeft opgenomen, heeft hij met Platt in Wisseloordstudio's enkele partijen nog vervangen. Zoals bijvoorbeeld de drums. Die Rebel graag op wilde nemen met twee mics. Ook de gitaren van een paar nummers zijn opnieuw gedaan." Daar hebben ze bijvoorbeeld een ’55 Les Paul Goldtop en van die prachtige ouwe Strats. Ik heb er een paar acoustics gedaan en die Goldtop hoor je soms. Je hoort dat echt, een gitaar die duur en rijk en mooi klinkt, zowel clean als totally driven. En ik heb ook een paar hele mooie bassen gebruikt daar. Hammondorgel, grand piano, en een paar tracks ingezongen door mooie, ouwe vintage mics."
Er zijn vier liedjes geschreven over een stukgelopen relatie met Gwen van Poorten. Track 10 t/m 13. Rebel verklaarde openlijk zijn liefde voor haar in een radioprogramma van Giel Beelen. Hij speelde daar Baby op de speelplaats live.
De nummers Gwen en Goosebumps Galore werden op 8 september 2017 door Jett Rebel samen met het Noordpool orkest uitgevoerd tijdens het prinsengrachtconcert in Meppel.

## Afspeellijst
Alle liedjes zijn geschreven, ingespeeld en gezongen door Jett Rebel
1. "Pineapple Morning" - 3:07
2. "When She's Older" - 3:19
3. "Sunshine" - 2:59
4. "Dance Underneath The Sheets" - 4:32
5. "Sister" - 2:37
6. "Mary Anne"- 2:43
7. Tyrannosaurus Rex" - 2:42
8. "Secret" - 2:59
9. Goosebumps Galore" - 2:11
10. "Baby" - 4:28
11. "Feels Like Loving To Me" - 3:05
12. "Hold You" - 4:24
13. "Gwen" - 5:33
14. "Harmony" - 1:39

Totale duur van het album: 46 minuten

## Productie/artwork
Het album is geschreven, gecomponeerd, gearrangeerd en ingespeeld door Rebel. Het mixen is gedaan door Tony Platt in zijn studio, Platinum Tones studio in Londen. (Platt is een Engelse geluidstechnicus en platenproducent, vooral bekend om zijn werk met een diverse mix van artiesten). De audio-engineering werd verzorgd door Tony Platt, Jett Rebel, Felix Tournier. Het album is geproduceerd door Jett Rebel. De mastering werd gedaan door Ray Staff. Staff is een mastering-ingenieur die vooral bekend staat om zijn werk met een diverse mix van artiesten, waaronder Led Zeppelin, The Rolling Stones, The Clash en Black Sabbath.
Het album is uitgebracht op compact disc en op langspeelplaat. Het vinyl werd geperst door Music On Vinyl.
Het artwork is van Jett Rebel en Soesja Leugs.
Alle video lyrics komen van, Niels Bourgonje, Olf de Bruin en Dorien Bolhuis
Hits for Kids is uitgebracht door Vosmeijer Media. Het werd exclusief in licentie gegeven aan Sony Music Entertainment Nederland B.V.

## Receptie
Hits for Kids kreeg gemiddeld een ruim voldoende gescoord van verschillende media. Smashpress schreef over het album: "'Hits for Kids' is een heerlijk experimenteel album. Jett Rebel laat zien dat hij thuis is in veel stijlen. Als enige kanttekening kun je zeggen dat dit album iets te veel hitgevoelig is op bepaalde punten. Uiteraard is daar niets mis mee. Jett Rebel is ook met zijn tweede album een Nederlandse held met een kunstzinnig hoogtepunt".
Muziektijdschrift OOR schreef over het album: "Opener Pineapple Morning rockt wispelturig en bevat schitterende breaks, bruggetjes, wendingen, tempowisselingen en een machtige melodielijn. Het meeste indruk maakt hij hier in Baby, als hij alleen met een simpel orgeltje uiteindelijk volledig uit zijn plaat gaat en krijst dat hij geen gebroken hart wil. Ook bijzonder is het a capella gebrachte slotakkoord Harmony, zijn eigen Imagine: 'We are all born on the same world and it's not that hard to share / We need harmony.' Een paar nieuwe klassiekers-in-de-dop staan er op deze Hits For Kids. Nederland heeft een nieuwe rockheld indeed!"